# Na Příčnici (Orlická tabule)
Na Příčnici (332 m n. m.) je vrch v okrese Náchod Královéhradeckého kraje. Leží asi 1 km severně od vsi Zlíč na jejím katastrálním území.

## Geomorfologické zařazení
Geomorfologicky vrch náleží do celku Orlická tabule, podcelku Úpsko-metujská tabule a okrsku Rychnovecká tabule, jehož je to nejvyšší bod.
Podle alternativního členění Balatky a Kalvody náleží vrch do okrsku Českoskalická tabule a podokrsku Ratibořická plošina.